# Leo Bagrow
Leo Bagrow (russisch Лев Семёнович Багро́в/ Lew Semjonowitsch Bagrow; * 23. Junijul. / 5. Juli 1881greg. in Weretje bei Solikamsk; † 9. August 1957 in Den Haag) war ein russischer Kartographiehistoriker.

## Leben
Leo Bagrow, Sohn des russischen Militärkartographen Semjon Bagrow (* 1852 in Smolensk; † 1912 in St. Petersburg) studierte von 1902 bis 1903 an der Universität St. Petersburg und dann am Kaiserlichen Archäologischen Institut mit Abschluss 1904.
Nach der Revolution 1905 trat er im Sommer 1905 in die Russische Kaiserlichen Flotte ein. 1905–1906 diente er als Junker in der 18. Marineinfanterieabteilung, um dann 1906–1908 in der Hydrographischen Hauptabteilung in St. Petersburg zu arbeiten. 1908–1912 schloss sich ein weiterer Flottendienst an als Unteroffizier in der Kronstadt-Abteilung und der Sibirischen Abteilung (Amur-Flottille), um darauf bis 1914 wieder in der Hydrographischen Hauptabteilung zu arbeiten. Bei Ausbruch des Krieges 1914 kehrte er in die Amur-Flottille zurück, um später in die 2. Baltische Abteilung (Baltische Flottille) zu wechseln mit Beförderung 1916 zum Leutnant zur See (bis 1917).
Daneben war Bagrow 1916–1918 Professor für Schifffahrt an der Technischen Schule und Leiter des Lehrstuhls für Geschichte im Geographie-Institut in Petrograd (bis 1918).
Nach der Oktoberrevolution verließ Bagrow 1918 Russland, um bis 1945 in Berlin zu leben und zu arbeiten. Bagrow erwarb sich auf zahlreichen Studienreisen durch Autopsie in Kartensammlungen umfassende Kenntnisse von Altkarten und zur Entwicklung der Kartographie. Er regte die internationale Zusammenarbeit an und verfasste 70 Abhandlungen.
Bagrow begründete die bis heute fortgeführte Schriftenreihe Imago Mundi und gab deren Bände 1 (1935) bis 13 (1957) heraus. Unter seiner Ägide entwickelte sich Imago Mundi zum zentralen Forum, über das die unterschiedlichen Kreise der Kartenhändler, Kartensammler und Kartenhistoriker miteinander kommunizierten und in dem die Grundlagen für die moderne Disziplin der Kartengeschichte gelegt wurde.
Bagrows Hauptwerk wurde seine Geschichte der Kartographie. Das Manuskript hatte er ungeachtet des Krieges 1943 vollendet, und 1944 sollte das Werk im Safari-Verlag in Berlin erscheinen. Die gesamte Auflage mit den Druckstöcken verbrannte bei einem der Luftangriffe auf Berlin.
Nach dem Kriegsende verließ Bagrow im Mai 1945 Berlin, um in Stockholm zu leben und zu arbeiten. Die Veröffentlichung der Geschichte der Kartographie gelang 1951. Dieses Werk wurde 1960 von D. L. Paisey übersetzt und erschien dann nach Überarbeitung und Erweiterung durch Raleigh Ashlin Skelton (1906–1970) als History of Cartography. Daraus wurde durch Rückübersetzung durch Hermann Thiemke, Berlin, das Buch Meister der Kartographie, das 1963 erschien.

## Werke
- A. Ortelii (Ortelius) Catalogus cartographorum. Gotha 1928 und 1930 (PM-Erg.H. 199, 210).
- The origin of Ptolemy’s Geographia. Geogr. Annaler 27 (1945), S. 318–387.
- Die Geschichte der Kartographie. Safari-Verlag, Berlin 1951 (383 S., 120 Tafeln).
- zusammen mit R. A. Skelton, D.L. Paisey: History of Cartography. C. A. Watts & Co., London 1960.
- zusammen mit R. A. Skelton: Meister der Kartographie, Safari-Verlag, Berlin 1963 (mit 22 Farbtafeln, 118 Kunstdruck-Tafeln, 79 Karten im Text und biographischen Angaben zu 1291 Kartographen); 4. Aufl. 1973 (mit 141 Kunstdrucktafeln und 1450 Kurzbiographien); 6. Aufl. Berlin: Gebr. Mann, 1994. ISBN 3-7861-1732-2.